# Meierhof (Schwarzenbach am Wald)
Meierhof ist ein Gemeindeteil der Stadt Schwarzenbach am Wald im Landkreis Hof (Oberfranken, Bayern). Die Gemarkung Meierhof hat eine Fläche von 3,532 km². Sie ist in 642 Flurstücke aufgeteilt, die eine durchschnittliche Fläche von 5502,02 m² haben. In ihr liegen neben dem namensgebenden Ort die Gemeindeteile Gottsmannsgrün, Poppengrund, Sängerwald, Schönbrunn und Straßhaus.

## Geografie
Das Dorf liegt auf einen Höhenzug des Frankenwaldes. Es wird im Norden von der Kreisstraße HO 28 tangiert, die nach Straßdorf zur Staatsstraße 2194 (2,2 km östlich) bzw. nach Bernstein am Wald verläuft (3,4 km südwestlich). Eine Gemeindeverbindungsstraße führt nach Gottmannsgrün (1,5 km südlich).

## Geschichte
Zur Realgemeinde Meierhof gehörten Poppengrund. Gegen Ende des 18. Jahrhunderts bestand Meierhof aus 19 Anwesen. Die Hochgerichtsbarkeit sowie die Dorf- und Gemeindeherrschaft hatten das bayreuthische Verwaltungsamt Schwarzenbach am Wald, das Rittergut Schwarzenstein, Rittergut Schwarzenbach und das Rittergut Lippertsgrün gemeinsam inne. Grundherren waren das Verwaltungsamt Schwarzenbach (7 Güter, 2 Gütlein, 1 halbes Gut, 5 Tropfhäuser, 3 Häuser) und das Rittergut Schwarzenbach (1 Frohngütlein). Die Leute verdienten ihren Lebensunterhalt mit Handweberei.
Von 1797 bis 1810 unterstand Meierhof dem Justiz- und Kammeramt Naila. Nachdem im Jahr 1810 das Königreich Bayern das Fürstentum Bayreuth käuflich erworben hatte, wurde der Ort bayerisch. Infolge des Ersten Gemeindeedikts wurde Meierhof dem 1812 gebildeten Steuerdistrikt Bernstein zugewiesen. Zugleich entstand die Ruralgemeinde Meierhof. Zu dieser gehörten die Orte Böckföhrenmühle, Gottsmannsgrün, Poppengrund, Schönbrunn und Viceburg. Sie war in Verwaltung und Gerichtsbarkeit dem Landgericht Naila zugeordnet und in der Finanzverwaltung dem Rentamt Lichtenberg (1919 in Finanzamt Lichtenberg umbenannt, seit 1955 Finanzamt Naila). Etwas später wurden auf dem Gemeindegebiet Straßhaus und Sängerwald gegründet. Ab 1862 gehörte Meierhof zum Bezirksamt Naila (1939 in Landkreis Naila umbenannt). Die Gerichtsbarkeit blieb beim Landgericht Naila (1879 in Amtsgericht Naila umgewandelt). Nach 1869 wurde Viceburg nach Bernstein am Wald umgemeindet. Die Gemeinde hatte 1964 eine Gebietsfläche von 3,525 km². Am 1. Januar 1972 wurde die Gemeinde Meierhof im Zuge der Gebietsreform in Bayern nach Schwarzenbach am Wald eingemeindet.

### Ehemalige Baudenkmäler
- Haus Nr. 19: Eingeschossiges Kleinhaus mit Satteldach, wohl 18. Jahrhundert; verbretterter und verschieferter Blockbau über massivem Sockel mit tonnengewölbtem Kellerraum, Ständerwerkgiebel mit geteilter Schalung; Windfang in jüngerer Zeit massiv erneuert.[12]
- Haus Nr. 32: Eingeschossiges verputzt massives Kleinhaus, Anfang des 19. Jahrhunderts, drei zu vier Achsen, mit Satteldach, Giebel mit verschiefertem Fachwerk und Lehmausfachung.[12]

### Einwohnerentwicklung
Gemeinde Meierhof
| Jahr      | 1819  | 1840   | 1852   | 1855   | 1861   | 1867  | 1871   | 1875   | 1880   | 1885   | 1890   | 1895   | 1900   | 1905   | 1910   | 1919   | 1925   | 1933   | 1939   | 1946   | 1950   | 1952   | 1961   | 1970   |
| Einwohner | 296   | 455    | 457    | 484    | 527    | 553   | 552    | 554    | 546    | 562    | 536    | 501    | 511    | 488    | 480    | 475    | 490    | 473    | 440    | 452    | 480    | 476    | 436    | 444    |
| Häuser    |       |        |        |        |        |       | 71     |        |        | 72     | 74     |        | 74     |        |        |        | 77     |        |        |        | 90     |        | 95     |        |
| Quelle    | [ 8 ] | [ 14 ] | [ 14 ] | [ 14 ] | [ 15 ] | [ 9 ] | [ 16 ] | [ 17 ] | [ 18 ] | [ 19 ] | [ 20 ] | [ 14 ] | [ 21 ] | [ 14 ] | [ 22 ] | [ 14 ] | [ 23 ] | [ 14 ] | [ 14 ] | [ 14 ] | [ 24 ] | [ 14 ] | [ 10 ] | [ 25 ] |

Ort Meierhof
| Jahr      | 001799 | 001819 | 001861 | 001871 | 001885 | 001900 | 001925 | 001950 | 001961 | 001970 | 001987 | 002020 |
| Einwohner | 100    | 143    | 259    | 280    | 296    | 271    | 283    | 282    | 260    | 266    | 205    | 132    |
| Häuser    | 18     |        |        |        | 36     | 38     | 42     | 53     | 57     |        | 69     |        |
| Quelle    | [ 26 ] | [ 8 ]  | [ 15 ] | [ 16 ] | [ 19 ] | [ 21 ] | [ 23 ] | [ 24 ] | [ 10 ] | [ 25 ] | [ 27 ] | [ 1 ]  |

## Religion
Meierhof ist seit der Reformation evangelisch-lutherisch geprägt und bis heute nach Schwarzenbach am Wald gepfarrt.